# 皮膚鱗狀細胞癌
皮膚鱗狀細胞癌（Squamous-cell skin cancer或cutaneous squamous-cell carcinoma，簡稱 cSCC）係為一種皮膚癌，和基底細胞癌和黑色素瘤都屬於皮膚癌的主要類型。皮膚鱗狀細胞癌也是鱗狀細胞癌，外顯狀況通常為頂端為鱗狀的硬塊，但也可能形成潰瘍。發病往往會長達數月；相較於基底細胞癌，皮膚鱗狀細胞癌很可能遠端轉移。
最重大的危險因子是始終高度曝曬於太陽的紫外線之下，其他風險則有淺膚色、舊傷疤和免疫缺陷、罹患日光性角化症、接觸砷和放射線療法和感染人類乳突病毒。有關UV射線的影響，總曝曬量的影響大於早期曝曬；日曬床此種紫外線輻射源也愈見普及。皮膚鱗狀細胞癌先發現於人類皮膚上的上皮組織。通常診斷是基於皮膚檢查，並輔以活體組織切片來做確診。
一般認為最有效的預防方法就是減少曝曬於紫外線之下和使用防曬油，典型的治療方式為開刀予以切除。如果皮膚癌部位很小則可以簡單切除；不然會推薦用用莫氏手術來治療，其他還有冷凍手術和放射線療法。遠端轉移的病例中，或許會採用化學療法或生物治療。
截至 2015 年，所有年齡層合計有 220 萬患者，約佔所有皮膚癌患者中的兩成。美國約有 12% 的男性和 7% 的女性會罹患此病，不限於其任何年齡層。如果遠端轉移後的預後良好，五年存活率可達 34%。2015 年，全球約有 51.9 萬病例死亡。確診的患者平均年齡約為 66 歲；皮膚鱗狀細胞癌患者如果接受治療成功痊癒，仍有較高風險發展為其他病症。

## 外部連結
- Information on Squamous Cell Carcinoma from The Skin Cancer Foundation （页面存档备份，存于）
- DermNet NZ: Squamous cell carcinoma （页面存档备份，存于）
- Squamous cell carcinoma in transplant recipients （页面存档备份，存于）
- Including TCC, CIS and papillary tumour SCC